# Ctenucha editha
Ctenucha editha là một loài bướm đêm thuộc phân họ Arctiinae, họ Erebidae.